# Јован Глигоријевић
Јован Глигоријевић (Ајачо, Корзика, 6. октобар 1918 — Београд, 23. јануар 1982) био је ветеринар.

## Биографија
Дипломирао је на Ветеринарском факултету у Београду 1946, а 1948. докторирао на Ветеринарском факултету у Загребу.
Године 1949. основао је посебан Институт за рендгенологију и физикалну терапију на Ветеринарском факултету у Београду и организовао одговарајућу наставу. Један је од организатора прве лабораторије за примену нуклеарне енергије у пољопривреди, ветеринарству и шумарству са седиштем у Земуну.
Био је редовни професор Ветеринарског факултета у Београду од 1962, а од 1971—75 ректор Београдског универзитета.
Добио је Седмојулску награду СР Србије 1978. године.
Сахрањен је у Алеји заслужних грађана на Новом гробљу.